# إد ستافورد
إدوارد جيمس ستافورد (Edward James Stafford)، المعروف باسم إد ستافورد (ولد في 26 ديسمبر 1975)، هو مستكشف إنگليزي وعضو فخري في الجمعية الجغرافية الملكية الاسكتلندية. دخل موسوعة غينيس للأرقام القياسية لكونه أول إنسان يمشي على طول نهر الأمازون. يُقدم ستافورد الآن عروض برامجية على قناة ديسكفري، وهي تُعرض أيضًا مدبلجة بالعربي على قناة كويست عربية.

## روابط خارجية
- إد ستافورد على موقع IMDb (الإنجليزية)
- إد ستافورد على موقع قاعدة بيانات الفيلم (الإنجليزية)
- إد ستافورد على موقع كينوبويسك (الروسية)